# Centrerat pentagontal
Centrerat pentagontal är ett centrerat polygontal som representerar en pentagon med en punkt i mitten, och som byggs vidare av punkter kring den. Det centrerade pentagontalet för n ges av formeln:
{\displaystyle {5(n-1)^{2}+5(n-1)+2 \over 2}}
De första centrerade pentagontalen är:
1, 6, 16, 31, 51, 76, 106, 141, 181, 226, 276, 331, 391, 456, 526, 601, 681, 766, 856, 951, 1051, 1156, 1266, 1381, 1501, 1626, 1756, 1891, 2031, 2176, 2326, 2481, 2641, 2806, 2976, … (talföljd A005891 i OEIS)
I basen 10 följer de centrerade pentagontalen mönstret jämn-jämn-udda-udda och den sista siffran i talen följer mönstret 6-6-1-1.